# Roland Koch
Roland Koch (Francoforte sul Meno, 24 marzo 1958) è un politico tedesco del partito CDU, 7º Presidente dell'Assia dal 7 aprile del 1999 al 31 agosto 2010.